# 9435 Odafukashi
9435 Odafukashi este un asteroid din centura principală de asteroizi.

## Descriere
9435 Odafukashi este un asteroid din centura principală de asteroizi. A fost descoperit pe 12 februarie 1997 la Oizumi de Takao Kobayashi. Asteroidul prezintă o orbită caracterizată de o semiaxă mare de 2,16 ua, o excentricitate de 0,07 și o înclinație de 4,1° în raport cu ecliptica.